# 1529
1529 (MDXXIX) a fost un an comun al calendarului iulian, care a început într-o zi de vineri.

## Evenimente
- 22 iunie: Oastea moldovenească sub conducerea domnitorului Petru Rareș, înfrânge pe regele Ferdinand I în Transilvania, la Feldioara.
- Primul asediu al turcilor asupra Vienei, soldat cu un eșec.

## Nașteri
- 14 iunie: Ferdinand al II-lea de Austria arhiduce de Austria, guvernator al Tirolului (d. 1595)
- 3 martie: Alexandru al II-lea Mircea  (d. 1577)

## Decese
- 8 februarie: Baldassare Castiglione  (n. 1478)
- dată necunoscută: Juan del Encina compozitor spaniol (n. 1468)
- dată necunoscută: Biernat din Lublin scriitor polonez (n. 1465)
- 2 ianuarie: Radu de la Afumați domn al Țării Românești (n. 1493)
- dată necunoscută: Alessandro Araldi pictor italian (n. 1460)
- dată necunoscută: Basarab al VI-lea  (n. ?)
- dată necunoscută: Hans von Gersdorff  (n. 1455)